# Lakeside (Iowa)
Lakeside – miasto w Stanach Zjednoczonych, w stanie Iowa, w hrabstwie Buena Vista. W 2000 roku liczyło 484 mieszkańców.